# Gediminas Maceina
Gediminas Maceina (Prienai, 28 agosto 1984) è un cestista lituano.